# François Varenne
 François Varenne, né le 26 juillet 1926 à Junay et mort le 18 mai 2018 à Paris, est un ancien joueur français de rugby à XV, qui a joué avec l'équipe de France et le Racing club de France au poste de deuxième ligne (1,87 m pour 96 kg). 

## Carrière de joueur

### En club
- Racing club de France

### En équipe nationale
Il a disputé un test match le 12 janvier 1952 contre l'équipe d'Écosse.

## Palmarès

### En club
- Finaliste du Championnat de France 1949-50

### En équipe nationale
- Sélection en équipe nationale : 1